# Pseudomunnopsis beddardi
Pseudomunnopsis beddardi is een pissebed uit de familie Munnopsidae. De wetenschappelijke naam van de soort is voor het eerst geldig gepubliceerd in 1905 door Walter Medley Tattersall.